# Lethe karafutonis
Lethe karafutonis är en fjärilsart som beskrevs av Matsumura 1919. Lethe karafutonis ingår i släktet Lethe och familjen praktfjärilar. Inga underarter finns listade i Catalogue of Life.